# Elezioni generali in Malawi del 2014
Le elezioni generali in Malawi del 2014 si tennero il 20 maggio per l'elezione del Presidente e dei membri del Parlamento.

## Risultati

### Elezioni presidenziali
| Candidati        | Partiti                               | Voti      | %     |
| ---------------- | ------------------------------------- | --------- | ----- |
| Peter Mutharika  | Partito Progressista Democratico      | 1 904 399 | 36,42 |
| Lazarus Chakwera | Partito del Congresso del Malawi      | 1 455 880 | 27,84 |
| Joyce Banda      | Partito del Popolo                    | 1 056 236 | 20,20 |
| Atupele Muluzi   | Fronte Democratico Unito              | 717 224   | 13,72 |
| Kamuzu Chibambo  | Partito della Trasformazione Popolare | 19 360    | 0,37  |
| Mark Katsonga    | Movimento del Partito Progressista    | 15 830    | 0,30  |
| John Chisi       | Partito Umnodzi                       | 12 048    | 0,23  |
| George Nnesa     | Alleanza Tisinthe                     | 11 042    | 0,21  |
| James Nyondo     | Fronte di Salvezza Nazionale          | 10 623    | 0,20  |
| Hellen Singh     | Partito Indipendente Unito            | 9 668     | 0,18  |
| Friday Jumbe     | Partito Laburista                     | 8 819     | 0,17  |
| Davis Katsonga   | Chipani cha Pfuko                     | 7 454     | 0,14  |
| Totale           | Totale                                | 5 228 583 | 100   |

### Elezioni parlamentari
| Liste                              | Voti      | %     | Seggi |
| ---------------------------------- | --------- | ----- | ----- |
| Partito Progressista Democratico   | 1 133 402 | 21,98 | 51    |
| Partito del Popolo                 | 935 994   | 18,15 | 26    |
| Partito del Congresso del Malawi   | 895 659   | 17,37 | 48    |
| Fronte Democratico Unito           | 496 765   | 9,63  | 14    |
| Movimento del Partito Progressista | 33 817    | 0,66  | –     |
| Alleanza per la Democrazia         | 31 907    | 0,62  | 1     |
| Partito Indipendente Unito         | 24 132    | 0,47  | –     |
| Fronte di Salvezza nazionale       | 19 616    | 0,38  | –     |
| Partito del Congresso Nthanda      | 16 497    | 0,32  | –     |
| Nuova Coalizione Arcobaleno        | 14 091    | 0,27  | –     |
| Chipani cha Pfuko                  | 10 545    | 0,20  | 1     |
| Altri                              | 14 382    | 0,28  | –     |
| Candidati indipendenti             | 1 530 485 | 29,68 | 52    |
| Totale                             | 5 157 292 | 100   | 193   |